# Xylopia lemurica
Xylopia lemurica este o specie de plante angiosperme din genul Xylopia, familia Annonaceae, descrisă de Friedrich Ludwig Diels. Conform Catalogue of Life specia Xylopia lemurica nu are subspecii cunoscute.